# Lista de ministros do Trabalho e Políticas Sociais da Itália
Esta é uma lista dos ministros italianos do Trabalho e de Políticas Sociais.
Ministro do Trabalho e de Políticas Sociais são ministérios do governo da Itália.

## Lista de ministros
Partidos
- 1946–1994:

      Partido Socialista
      Democracia Cristã
      Partido Socialista Democrático
- Desde 1994:

      Centro Democrata Cristão
      Renovação Italiana
      Democratas de Esquerda
      Liga Norte
      Democratas de Esquerda/Partido Democrático
      O Povo da Liberdade
      Movimento 5 Estrelas
      Independente
Governos
      Coalizão centrista
      Coalizão de centro-direita
      Coalizão de centro-esquerda
      Coalizão populista
      Coalizão mista
| Nome (Nasceu em–Morreu em)                                                | Nome (Nasceu em–Morreu em)          | Retrato            | Mandato                 | Mandato                 | Partido                                     | Governo                          |
| ------------------------------------------------------------------------- | ----------------------------------- | ------------------ | ----------------------- | ----------------------- | ------------------------------------------- | -------------------------------- |
| Ministro do Trabalho e da Segurança Social                                |                                     |                    |                         |                         |                                             |                                  |
|                                                                           | Ludovico D'Aragona (1876–1961)      |                    | 14 de julho de 1946     | 28 de janeiro de 1947   | Partido Socialista Italiano                 | De Gasperi II                    |
|                                                                           | Giuseppe Romita (1887–1958)         |                    | 2 de fevereiro de 1947  | 1 de junho de 1947      | Partido Socialista Italiano                 | De Gasperi III                   |
|                                                                           | Amintore Fanfani (1908–1999)        |                    | 1 de junho de 1947      | 14 de janeiro de 1950   | Democracia Cristã                           | De Gasperi IV·V                  |
|                                                                           | Achille Marazza (1894–1967)         |                    | 27 de janeiro de 1950   | 19 de julho de 1951     | Democracia Cristã                           | De Gasperi VI                    |
|                                                                           | Leopoldo Rubinacci (1903–1969)      |                    | 26 de julho de 1951     | 12 de janeiro de 1954   | Democracia Cristã                           | De Gasperi VII·VIII Pella        |
|                                                                           | Luigi Gui (1914–2010)               |                    | 18 de janeiro de 1954   | 6 de fevereiro de 1954  | Democracia Cristã                           | Fanfani I                        |
|                                                                           | Ezio Vigorelli (1892–1964)          |                    | 10 de fevereiro de 1954 | 15 de maio de 1957      | Partido Socialista Democrático Italiano     | Scelba Segni I                   |
|                                                                           | Luigi Gui (1914–2010)               |                    | 19 maio de 1957         | 17 de junho de 1958     | Democracia Cristã                           | Zoli                             |
|                                                                           | Adone Zoli (ad interim) (1887–1960) |                    | 17 de junho de 1958     | 1 de julho de 1958      | Democracia Cristã                           | Zoli                             |
|                                                                           | Ezio Vigorelli (1892–1964)          |                    | 1 de julho de 1958      | 15 fevereiro de 1959    | Partido Socialista Democrático Italiano     | Fanfani II                       |
|                                                                           | Benigno Zaccagnini (1912–1989)      |                    | 15 de fevereiro de 1959 | 26 de julho de 1960     | Democracia Cristã                           | Segni II Tambroni                |
|                                                                           | Fiorentino Sullo (1921–2000)        |                    | 26 de julho de 1960     | 21 de fevereiro de 1962 | Democracia Cristã                           | Fanfani III                      |
|                                                                           | Virginio Bertinelli (1901–1973)     |                    | 21 de fevereiro de 1962 | 21 de junho de 1963     | Partido Socialista Democrático Italiano     | Fanfani IV                       |
|                                                                           | Umberto Delle Fave (1912–1986)      |                    | 21 de junho de 1963     | 4 de dezembro de 1963   | Democracia Cristã                           | Leone I                          |
|                                                                           | Giacinto Bosco (1905–1997)          |                    | 4 de dezembro de 1963   | 22 de julho de 1964     | Democracia Cristã                           | Moro I                           |
|                                                                           | Umberto Delle Fave (1912–1986)      |                    | 22 de julho de 1964     | 23 de fevereiro de 1966 | Democracia Cristã                           | Moro II                          |
|                                                                           | Giacinto Bosco (1905–1997)          |                    | 23 de fevereiro de 1966 | 12 de dezembro de 1968  | Democracia Cristã                           | Moro III Leone II                |
|                                                                           | Giacomo Brodolini (1920–1969)       |                    | 12 de dezembro de 1968  | 11 de julho de 1969     | Partido Socialista Italiano                 | Rumor I                          |
|                                                                           | Carlo Donat-Cattin (1919–1991)      |                    | 5 de agosto de 1969     | 26 de junho de 1972     | Democracia Cristã                           | Rumor II·III Colombo Andreotti I |
|                                                                           | Dionigi Coppo (1921–2003)           |                    | 26 de julho de 1972     | 7 de julho de 1973      | Democracia Cristã                           | Andreotti II                     |
|                                                                           | Luigi Bertoldi (1920–2001)          |                    | 7 de julho de 1973      | 23 de novembro de 1974  | Partido Socialista Italiano                 | Rumor IV·V                       |
|                                                                           | Mario Toros (1922– )                |                    | 23 de novembro de 1974  | 26 de julho de 1976     | Democracia Cristã                           | Moro IV·V                        |
|                                                                           | Tina Anselmi (1927–2016)            |                    | 26 de julho de 1976     | 11 de março de 1978     | Democracia Cristã                           | Andreotti III                    |
|                                                                           | Vincenzo Scotti (1933– )            |                    | 11 de março de 1978     | 4 de abril de 1980      | Democracia Cristã                           | Andreotti IV                     |
| Andreotti V Cossiga I                                                     | Vincenzo Scotti (1933– )            |                    | 11 de março de 1978     | 4 de abril de 1980      | Democracia Cristã                           |                                  |
|                                                                           | Franco Foschi (1931–2007)           |                    | 4 de abril de 1980      | 26 de junho de 1981     | Democracia Cristã                           | Cossiga II Forlani               |
|                                                                           | Michele Di Giesi (1927–1983)        |                    | 28 de junho de 1981     | 1 de dezembro de 1982   | Partido Socialista Democrático Italiano     | Spadolini I·II                   |
|                                                                           | Vincenzo Scotti (1933– )            |                    | 1 de dezembro de 1982   | 4 de agosto de 1983     | Democracia Cristã                           | Fanfani V                        |
|                                                                           | Gianni De Michelis (1940– )         |                    | 4 de agosto de 1983     | 17 de abril de 1987     | Partido Socialista Italiano                 | Craxi I·II                       |
|                                                                           | Ermanno Gorrieri (1920–2004)        |                    | 17 de abril de 1987     | 28 de julho de 1987     | Democracia Cristã                           | Fanfani VI                       |
|                                                                           | Rino Formica (1927– )               |                    | 28 de julho de 1987     | 22 de julho de 1989     | Partido Socialista Italiano                 | Goria De Mita                    |
|                                                                           | Carlo Donat-Cattin (1919–1991)      |                    | 22 de julho de 1989     | 17 de março de 1991     | Democracia Cristã                           | Andreotti VI                     |
|                                                                           | Rosa Russo Iervolino (1936– )       |                    | 18 de março de 1991     | 12 de abril de 1991     | Democracia Cristã                           | Andreotti VI                     |
|                                                                           | Franco Marini (1933– )              |                    | 12 de abril de 1991     | 28 de junho de 1992     | Democracia Cristã                           | Andreotti VII                    |
|                                                                           | Nino Cristofori (1930–2015)         |                    | 28 de junho de 1992     | 28 de abril de 1993     | Democracia Cristã                           | Amato I                          |
|                                                                           | Gino Giugni (1927–2009)             |                    | 28 de abril de 1993     | 10 de maio de 1994      | Partido Socialista Italiano                 | Ciampi                           |
|                                                                           | Clemente Mastella (1947– )          |                    | 10 de maio de 1994      | 17 de janeiro de 1995   | Centro Democrata Cristão                    | Berlusconi I                     |
|                                                                           | Tiziano Treu (1939– )               |                    | 17 de janeiro de 1995   | 21 de outubro de 1998   | Independente                                | Dini                             |
|                                                                           | Tiziano Treu (1939– )               | Renovação Italiana | 17 de janeiro de 1995   | 21 de outubro de 1998   | Prodi I                                     |                                  |
|                                                                           | Antonio Bassolino (1947– )          |                    | 21 de outubro de 1998   | 21 de junho de 1999     | Democratas de Esquerda                      | D'Alema I                        |
|                                                                           | Cesare Salvi (1948– )               |                    | 21 de junho de 1999     | 11 de junho de 2001     | Democratas de Esquerda                      | D'Alema I·II Amato II            |
| Ministro do Trabalho e de Políticas Sociais                               |                                     |                    |                         |                         |                                             |                                  |
|                                                                           | Roberto Maroni (1955– )             |                    | 11 de junho de 2001     | 17 de maio de 2006      | Lega Nord                                   | Berlusconi II·III                |
| Ministro do Trabalho e da Segurança Social                                |                                     |                    |                         |                         |                                             |                                  |
|                                                                           | Cesare Damiano (1948– )             |                    | 17 May 2006             | 8 May 2008              | Democratas de Esquerda/ Partido Democrático | Prodi II                         |
| Ministro do Trabalho e de Políticas Sociais                               |                                     |                    |                         |                         |                                             |                                  |
|                                                                           | Maurizio Sacconi (1950– )           |                    | 8 de maio de 2008       | 16 de novembro de 2011  | O Povo da Liberdade                         | Berlusconi IV                    |
|                                                                           | Elsa Fornero (1948– )               |                    | 16 de novembro de 2011  | 28 de abril de 2013     | Independente                                | Monti                            |
|                                                                           | Enrico Giovannini (1957– )          |                    | 28 de abril de 2013     | 22 de fevereiro de 2014 | Independente                                | Letta                            |
|                                                                           | Giuliano Poletti (1951– )           |                    | 22 de fevereiro de 2014 | 1 de junho de 2018      | Partido Democrático                         | Renzi Gentiloni                  |
| Ministro do Desenvolvimento Econômico, do Trabalho e de Políticas Sociais |                                     |                    |                         |                         |                                             |                                  |
|                                                                           | Luigi Di Maio (1986– )              |                    | 1 de junho de 2018      | Incumbente              | Movimento 5 Estrelas                        | Conte                            |